# Csicsmán Pál
Csicsmán Pál, Čičman (Nagyszombat, 1697 – Pozsony, 1753. szeptember 3.) ferences rendi szerzetes, tanár, zenész.

## Élete
1717-ben lépett a szerzetbe és 1721-ben szentelték föl misés pappá; előbb Győrszigeten volt adminisztrátor, azután 1736-tól Sopronban újoncmester, kevéssel azután Nagyszombatban lett vikárius, 1744-ben pedig a növendék papok mestere. Mint a zenében és énekben is jártas, az ifjúságot ezekre is tanította. 

## Munkái
- Honori Seraphico processionale et antiphonale Romano-Franciscanum de tempore et sanctis concinnatum. Jaurini, 1747
- Diapsalma harmonicum. Posonii, 1753